# Nati nel 1995/Novembre
| Questa pagina contiene informazioni ricavate automaticamente dalle voci biografiche con l'ausilio del template Bio e di un bot. L'aggiornamento è periodico e automatico e ricostruisce completamente la pagina. Se manca una persona in questa lista, sei pregato di non aggiungerla, ma accertati piuttosto che la sua voce biografica contenga il template Bio e che i dati anagrafici siano correttamente compilati. Se il template Bio manca, inseriscilo tu stesso o, in alternativa, metti l'avviso {{tmp\|Bio}} che ne segnala la mancanza. Se i dati riportati sono sbagliati, correggi direttamente la voce biografica; le modifiche saranno visibili in questa lista entro pochi giorni. Per chiarimenti vedi il progetto biografie. La lista contiene solo le 378 persone che sono citate nell'enciclopedia e per le quali è stato implementato correttamente il template Bio. Pagina aggiornata al 18 ago 2025. |

- 1º novembre - Moïse Adilehou, calciatore beninese
- 1º novembre - Joey Carbery, rugbista a 15 neozelandese
- 1º novembre - Joe Chealey, cestista statunitense
- 1º novembre - Marvin Dogue, pentatleta tedesco
- 1º novembre - Taylor Henrich, ex saltatrice con gli sci canadese
- 1º novembre - Ishaan Khatter, attore indiano
- 1º novembre - Dmytro Kocjubajlo, militare ucraino († 2023)
- 1º novembre - Margarita Mamun, ex ginnasta russa
- 1º novembre - Kiley McKinnon, sciatrice freestyle statunitense
- 1º novembre - Braian Molina, calciatore argentino
- 1º novembre - Nino Pungaršek, calciatore sloveno
- 1º novembre - Souleymane Sawadogo, calciatore burkinabé
- 1º novembre - Darrius Shepherd, giocatore di football americano statunitense
- 1º novembre - Ivan Viktorov, cestista russo
- 2 novembre - Liban Abdulahi, calciatore olandese
- 2 novembre - Dakota Allen, giocatore di football americano statunitense
- 2 novembre - Roberney Caballero, calciatore cubano
- 2 novembre - Chloé Chevalier, ex biatleta francese
- 2 novembre - Saloum Faal, calciatore gambiano
- 2 novembre - Plamen Gălăbov, calciatore bulgaro
- 2 novembre - Aleksandr Kleščenko, calciatore russo
- 2 novembre - Karl Kuus, ex sciatore alpino canadese
- 2 novembre - Jesús Liranzo, tuffatore venezuelano
- 2 novembre - Takkarist McKinley, giocatore di football americano statunitense
- 2 novembre - Vittorio Nobile, cestista italiano
- 2 novembre - Filip Panák, calciatore ceco
- 2 novembre - Brandon Soo Hoo, attore statunitense
- 2 novembre - Eva Urevc, fondista slovena
- 2 novembre - Hanna Öberg, biatleta svedese
- 3 novembre - Rodney Antwi, calciatore olandese
- 3 novembre - Kelly Catlin, pistard e ciclista su strada statunitense († 2019)
- 3 novembre - Stacey Waaka, rugbista a 15 neozelandese
- 3 novembre - Kendall Jenner, supermodella e personaggio televisivo statunitense
- 3 novembre - Andrejs Kiriļins, calciatore lettone
- 3 novembre - Aatish Lubah, giocatore di badminton mauriziano
- 3 novembre - Coline Mattel, ex saltatrice con gli sci francese
- 3 novembre - Christian Nummedal, sciatore freestyle norvegese
- 3 novembre - Jean Quiquampoix, tiratore a segno francese
- 3 novembre - Matías Rojas, calciatore paraguaiano
- 3 novembre - Vinessa Vidotto, attrice statunitense
- 3 novembre - Alice Wegmann, attrice e ex ginnasta brasiliana
- 3 novembre - Vüsal İsgəndərli, calciatore azero
- 4 novembre - Pauline Bourdon, rugbista a 15 francese
- 4 novembre - Antoine Hoang, tennista francese
- 4 novembre - Deion Jones, giocatore di football americano statunitense
- 4 novembre - Bloody Hawk, rapper greco
- 4 novembre - James Knox, ciclista su strada britannico
- 4 novembre - Chris Lawless, ex ciclista su strada britannico
- 4 novembre - Maksim Maksimov, calciatore russo
- 4 novembre - Gustav Malja, ex pilota automobilistico svedese
- 4 novembre - Hubert Matynia, calciatore polacco
- 4 novembre - Gaël Ondoua, calciatore camerunese
- 4 novembre - Damiano Rosatelli, schermidore italiano
- 4 novembre - Egor Sorokin, calciatore russo
- 4 novembre - Gulmaral Yerkebayeva, lottatrice kazaka
- 5 novembre - Yunus Emre Başar, lottatore turco
- 5 novembre - Kadeisha Buchanan, calciatrice canadese
- 5 novembre - Facundo Bustamante, ex calciatore argentino
- 5 novembre - Tariqe Fosu, calciatore inglese
- 5 novembre - Jordan Houghton, calciatore inglese
- 5 novembre - Wajdi Kechrida, calciatore tunisino
- 5 novembre - Trey Lyles, cestista canadese
- 5 novembre - Nikola Mazur, pattinatrice di short track polacca
- 5 novembre - Madison McLaughlin, attrice statunitense
- 5 novembre - Bhasha Mukherjee, modella e medico britannica
- 5 novembre - Theo Pinson, cestista statunitense
- 5 novembre - Gabriel Risso, calciatore argentino
- 5 novembre - Gael Sandoval, calciatore messicano
- 5 novembre - Arvin Tolentino, cestista filippino
- 6 novembre - Mama Samba Baldé, calciatore guineense
- 6 novembre - Maria Beatrice Barberis, cestista italiana
- 6 novembre - Matt Bonds, cestista statunitense
- 6 novembre - Arianna Bridi, ex nuotatrice italiana
- 6 novembre - Kristaps Gludītis, cestista lettone
- 6 novembre - John Owen Lowe, attore, sceneggiatore e produttore cinematografico statunitense
- 6 novembre - Malick Mbaye, calciatore senegalese
- 6 novembre - Anja Nissen, cantante australiana
- 6 novembre - Sam Reinhart, hockeista su ghiaccio canadese
- 6 novembre - Diego Rodríguez, calciatore honduregno
- 6 novembre - Génesis Romero, ostacolista e lunghista venezuelana
- 6 novembre - André Silva, calciatore portoghese
- 6 novembre - Manvir Singh, calciatore indiano
- 6 novembre - Léo Vincent, ex ciclista su strada francese
- 6 novembre - Zhang Changning, pallavolista cinese
- 6 novembre - Yoshihito Ōmi, giocatore di football americano giapponese
- 7 novembre - Nicola Akele, cestista italiano
- 7 novembre - Sophia Ali, attrice statunitense
- 7 novembre - Yūdai Baba, cestista giapponese
- 7 novembre - Steph Branch, cestista statunitense
- 7 novembre - Aleksandra Gaworska, ostacolista e velocista polacca
- 7 novembre - Fyre, rapper e attore bulgaro
- 7 novembre - Iva Radoš, taekwondoka croata
- 7 novembre - Stefano Sironi, rugbista a 15 italiano
- 7 novembre - Mayu Yoshioka, doppiatrice giapponese
- 8 novembre - Levi Cadogan, velocista barbadiano
- 8 novembre - Christy Grimshaw, calciatrice scozzese
- 8 novembre - Ilias Hassani, calciatore francese
- 8 novembre - Joe O'Connor, giocatore di snooker inglese
- 8 novembre - Nikolaj Ochlopkov, lottatore rumeno
- 8 novembre - Ado Onaiwu, calciatore giapponese
- 8 novembre - Vadim Paireli, calciatore moldavo
- 8 novembre - Jake Polledri, ex rugbista a 15 italiano
- 9 novembre - Kent Callister, ex snowboarder australiano
- 9 novembre - Domiziana Cavanna, nuotatrice artistica italiana
- 9 novembre - Finn Cole, attore britannico
- 9 novembre - Andrea Dal Bianco, canoista italiano
- 9 novembre - Oghenekaro Etebo, calciatore nigeriano
- 9 novembre - Brian Hill, giocatore di football americano statunitense
- 9 novembre - Aleksej Isaev, calciatore russo
- 9 novembre - Artëm Makarčuk, calciatore russo
- 9 novembre - Daniel Naroditsky, scacchista statunitense
- 9 novembre - Eleonora Piacezzi, calciatrice italiana
- 9 novembre - Christian Walton, calciatore inglese
- 9 novembre - Kimberley Zimmermann, tennista belga
- 10 novembre - Peyton Aldridge, cestista statunitense
- 10 novembre - Madison Anderson, modella portoricana
- 10 novembre - Kendall Blanton, giocatore di football americano statunitense
- 10 novembre - Courtney Brosnan, calciatrice irlandese
- 10 novembre - Seku Conneh, calciatore liberiano
- 10 novembre - Tom Gregory, cantante britannico
- 10 novembre - Lewis Irving, sciatore freestyle canadese
- 10 novembre - Nikolas Iōannou, calciatore cipriota
- 10 novembre - Lotte Kopecky, ciclista su strada e pistard belga
- 10 novembre - Natalia Kubaty, lottatrice polacca
- 10 novembre - Maryna Kylypko, astista ucraina
- 10 novembre - David Lensi, pallavolista italiano
- 10 novembre - Ryan Peniston, tennista britannico
- 10 novembre - Gavin Schilling, cestista tedesco
- 10 novembre - Božidar Čorbadžijski, calciatore bulgaro
- 11 novembre - Christina Ager, sciatrice alpina austriaca
- 11 novembre - Ali Alipour, calciatore iraniano
- 11 novembre - Oalex Anderson, calciatore sanvincentino
- 11 novembre - Ousseynou Ba, calciatore senegalese
- 11 novembre - Grégory Berthier, calciatore francese
- 11 novembre - Haroun Fall, attore italiano
- 11 novembre - Beatriz Flamenco, ex ostacolista salvadoregna
- 11 novembre - Svava Rós Guðmundsdóttir, calciatrice islandese
- 11 novembre - Ihor Kalinin, calciatore ucraino
- 11 novembre - Il'ja Lantratov, calciatore russo
- 11 novembre - Valentino Majstorović, calciatore croato
- 11 novembre - Lily Miyazaki, tennista giapponese
- 11 novembre - Ashley Nazira, calciatore mauriziano
- 11 novembre - Shin Seung-ho, attore sudcoreano
- 11 novembre - Aslı Melisa Uzun, attrice, ballerina e modella turca
- 11 novembre - Aram Vardanyan, lottatore uzbeko
- 12 novembre - Philipp Aschenwald, saltatore con gli sci austriaco
- 12 novembre - Kun Bi, velista cinese
- 12 novembre - Hlib Buchal, calciatore ucraino
- 12 novembre - Madelen Janogy, calciatrice svedese
- 12 novembre - Didier Kougbenya, ex calciatore togolese
- 12 novembre - Ben Lammers, cestista statunitense
- 12 novembre - Thomas Lemar, calciatore francese
- 12 novembre - Hassan Martin, cestista statunitense
- 12 novembre - Davina Michelle, cantante olandese
- 12 novembre - Kelsey Mitchell, cestista statunitense
- 12 novembre - Juan Muñoz, calciatore spagnolo
- 12 novembre - Parveen Rana, lottatore indiano
- 12 novembre - Jasse Tuominen, calciatore finlandese
- 13 novembre - Lucy Fallon, attrice britannica
- 13 novembre - Caterina Ganz, fondista italiana
- 13 novembre - Jaquan Johnson, giocatore di football americano statunitense
- 13 novembre - Lee Hye-in, attrice sudcoreana
- 13 novembre - Brahim Mahamat, calciatore ciadiano
- 13 novembre - Theresa Panfil, calciatrice tedesca
- 13 novembre - Elisa Penna, cestista italiana
- 14 novembre - Marko Bačak, cestista tedesco
- 14 novembre - Kyra Carusa, calciatrice statunitense
- 14 novembre - Tino Casali, calciatore austriaco
- 14 novembre - Barla Deplazes, ex calciatrice svizzera
- 14 novembre - Sandra Eie, sciatrice freestyle norvegese
- 14 novembre - Nahuel Estévez, calciatore argentino
- 14 novembre - Markus Fuchs, velocista austriaco
- 14 novembre - Ghirmay Ghebreslassie, maratoneta eritreo
- 14 novembre - Ricardo Martins Guimarães, calciatore portoghese
- 14 novembre - Da'Shawn Hand, giocatore di football americano statunitense
- 14 novembre - Hampus Holmgren, ex calciatore finlandese
- 14 novembre - Luka Janežič, velocista sloveno
- 14 novembre - Dejan Janjić, cestista serbo
- 14 novembre - Nik'oloz K'akhelashvili, lottatore georgiano
- 14 novembre - Guido Messina, attore e cantante argentino
- 14 novembre - Iza Mlakar, ex pallavolista slovena
- 14 novembre - Mea Shimotsuki, modella e attrice giapponese
- 14 novembre - Elijah Stewart, cestista statunitense
- 14 novembre - Tristan Takats, sciatore freestyle austriaco
- 14 novembre - Viktor Velkoski, calciatore macedone
- 14 novembre - Luis de León, calciatore guatemalteco
- 14 novembre - Tonček Štern, pallavolista sloveno
- 15 novembre - Manuel Guinard, tennista francese
- 15 novembre - Philipp Kundratitz, ex snowboarder austriaco
- 15 novembre - Charlie Maddock, taekwondoka britannica
- 15 novembre - Luca Mazzitelli, calciatore italiano
- 15 novembre - Blake Pieroni, nuotatore statunitense
- 15 novembre - Karl-Anthony Towns, cestista dominicano
- 15 novembre - Kenny Young, giocatore di football americano statunitense
- 15 novembre - Luka Zahovič, calciatore sloveno
- 16 novembre - Rolando Aarons, calciatore giamaicano
- 16 novembre - Cliff Alexander, cestista statunitense
- 16 novembre - Facundo Boné, calciatore uruguaiano
- 16 novembre - Rhys Browne, calciatore antiguo-barbudano
- 16 novembre - Wojciech Czerlonko, cestista polacco
- 16 novembre - Miguel da Costa, calciatore saotomense
- 16 novembre - Noah Gray-Cabey, attore e pianista statunitense
- 16 novembre - António Hirata, giocatore di calcio a 5 brasiliano
- 16 novembre - Peter Olayinka, calciatore nigeriano
- 16 novembre - Matheus Peixoto, calciatore brasiliano
- 16 novembre - Andrei Pițian, calciatore rumeno
- 16 novembre - Alex Polidori, doppiatore e attore italiano
- 16 novembre - Emanuel Reynoso, calciatore argentino
- 16 novembre - Jason Sanders, giocatore di football americano statunitense
- 16 novembre - Gabrielius Vagelis, cantante lituano
- 16 novembre - Jay Vine, ciclista su strada australiano
- 16 novembre - Jeff Wilson, giocatore di football americano statunitense
- 16 novembre - André-Frank Anguissa, calciatore camerunese
- 17 novembre - Daryl Bultor, pallavolista francese
- 17 novembre - Zylan Cheatham, cestista statunitense
- 17 novembre - Benjamin Gischard, ginnasta svizzero
- 17 novembre - Borja González Tejada, calciatore spagnolo
- 17 novembre - J.C. Jackson, giocatore di football americano statunitense
- 17 novembre - Vladislav Masternoj, calciatore russo
- 17 novembre - Elise Mertens, tennista belga
- 17 novembre - Ernest John Obiena, astista filippino
- 17 novembre - Kiko Bondoso, calciatore portoghese
- 17 novembre - Dalianliz Rosado, pallavolista portoricana
- 17 novembre - Marija Temnikova, nuotatrice russa
- 18 novembre - Nicolò Beretta, designer italiano
- 18 novembre - Brandon Comley, calciatore montserratiano
- 18 novembre - Oleg Dmitriev, calciatore russo
- 18 novembre - Marco Meyerhöfer, calciatore tedesco
- 18 novembre - George Oakley, calciatore inglese
- 18 novembre - Samragyee Rajya Laxmi Shah, modella e attrice nepalese
- 18 novembre - Tyler Wideman, cestista statunitense
- 18 novembre - Domen Črnigoj, calciatore sloveno
- 19 novembre - Melinda Ademi, rapper e cantante albanese
- 19 novembre - Abdalla Al Refaey, calciatore egiziano
- 19 novembre - Abella Danger, ex attrice pornografica e regista statunitense
- 19 novembre - Kacper Filipiak, giocatore di snooker polacco
- 19 novembre - Poona Ford, giocatore di football americano statunitense
- 19 novembre - Jello Krahmer, lottatore tedesco
- 19 novembre - Alex McGough, giocatore di football americano statunitense
- 19 novembre - João Nunes, calciatore portoghese
- 19 novembre - Bryan Schmidt, calciatore argentino
- 19 novembre - Tara Sutaria, attrice indiana
- 20 novembre - Theo Bongonda, calciatore belga
- 20 novembre - Timothy Cheruiyot, mezzofondista keniota
- 20 novembre - Sessi D'Almeida, calciatore beninese
- 20 novembre - Iván García Cortina, ciclista su strada spagnolo
- 20 novembre - Đorđe Ivanović, calciatore serbo
- 20 novembre - Shaolin Sándor Liu, pattinatore di short track ungherese
- 20 novembre - Corina Luijks, calciatrice olandese
- 20 novembre - Ekateryna Reznyk, nuotatrice artistica ucraina
- 20 novembre - Amed Rosario, giocatore di baseball dominicano
- 20 novembre - Kyle Snyder, lottatore statunitense
- 20 novembre - Matías Vera, calciatore argentino
- 20 novembre - João Vigário, calciatore portoghese
- 21 novembre - Aaron Altaras, attore tedesco
- 21 novembre - Chris Chiozza, cestista statunitense
- 21 novembre - Sindri Guðmundsson, giavellottista islandese
- 21 novembre - Frankie Kent, calciatore inglese
- 21 novembre - Valeria León, pallavolista portoricana
- 21 novembre - Liu Sheng-yi, ex calciatore taiwanese
- 21 novembre - Jonathan Marulanda, calciatore colombiano
- 21 novembre - Mateus de Sá, triplista brasiliano
- 21 novembre - Jeppe Simonsen, calciatore danese
- 21 novembre - Theresa Stoll, judoka tedesca
- 22 novembre - Tookie Brown, cestista statunitense
- 22 novembre - John Cominsky, giocatore di football americano statunitense
- 22 novembre - Mayron De Almeida, calciatore belga
- 22 novembre - Trevor Flannagan-Tordjman, attore e ballerino canadese
- 22 novembre - Rory Gibson, attore statunitense
- 22 novembre - Arturo Iglesias, pallavolista portoricano
- 22 novembre - Saidy Janko, calciatore svizzero
- 22 novembre - Liam Kelly, calciatore irlandese
- 22 novembre - Vas Nuñez, calciatore hongkonghese
- 22 novembre - Oskar Marvik, lottatore norvegese
- 22 novembre - Katherine McNamara, attrice statunitense
- 22 novembre - Facundo Pons, calciatore argentino
- 22 novembre - Julia Rehwald, attrice statunitense
- 22 novembre - Grše, rapper croato
- 23 novembre - Brittany Broben, tuffatrice australiana
- 23 novembre - Oleksandra Bycenko, pallavolista ucraina
- 23 novembre - Julio César Cruz, calciatore messicano
- 23 novembre - Ariya Jutanugarn, golfista thailandese
- 23 novembre - Róbert Kővári, calciatore ungherese
- 23 novembre - Mogga Lado, cestista sudsudanese
- 23 novembre - Emma Langley, ciclista su strada britannica
- 23 novembre - Claudia Roberta Marletta, pallanuotista italiana
- 23 novembre - Diego Terenzi, cestista italiano
- 24 novembre - Keljin Blevins, cestista statunitense
- 24 novembre - Jamal Charles, calciatore grenadino
- 24 novembre - Jeremy Combs, cestista statunitense
- 24 novembre - Eduardo Mancha, calciatore brasiliano
- 24 novembre - Ana Sofía Gómez, ex ginnasta guatemalteca
- 24 novembre - Hristofor Hubčev, ex calciatore bulgaro
- 24 novembre - Rahil Məmmədov, calciatore azero
- 24 novembre - Raphael Montoya, triatleta francese
- 24 novembre - Luca Sartoretti, pallavolista italiano
- 24 novembre - Kai Shibato, calciatore giapponese
- 24 novembre - Leonardo Vaca, calciatore boliviano
- 24 novembre - María José Vélez, sciatrice nautica colombiana
- 25 novembre - Matteo Creatini, attore e cantante italiano
- 25 novembre - 42 Dugg, rapper statunitense
- 25 novembre - Reilly Hennessey, giocatore di football americano statunitense
- 25 novembre - Danica Krstić, cantante serba
- 25 novembre - Aleksandra Merkulova, ex ginnasta russa
- 25 novembre - Ben O'Connor, ciclista su strada australiano
- 25 novembre - Rodrigo Rodríguez, calciatore uruguaiano
- 25 novembre - Duke Shelton, cestista statunitense
- 25 novembre - Reid Travis, cestista statunitense
- 25 novembre - MV Killa, rapper italiano
- 25 novembre - Go-Jo, cantautore e musicista australiano
- 25 novembre - Julija Zykova, tiratrice a segno russa
- 26 novembre - Devynne Charlton, ostacolista bahamense
- 26 novembre - Viktorija Demčenko, slittinista russa
- 26 novembre - James Guy, nuotatore britannico
- 26 novembre - Lano Hill, giocatore di football americano statunitense
- 26 novembre - Ama Pipi, velocista britannica
- 26 novembre - Simen Tiller, combinatista nordico norvegese
- 26 novembre - Génesis Viera, pallavolista portoricana
- 26 novembre - Oliver Wood, pistard e ciclista su strada britannico
- 27 novembre - Mohamed Bouldini, calciatore marocchino
- 27 novembre - A.J. Cole, giocatore di football americano statunitense
- 27 novembre - Nick Gates, giocatore di football americano statunitense
- 27 novembre - Justin Herron, giocatore di football americano statunitense
- 27 novembre - Ricardo Hoyos, attore canadese
- 27 novembre - Roman Jaremčuk, calciatore ucraino
- 27 novembre - Noël van Klaveren, ginnasta olandese
- 27 novembre - Antreas Makrīs, calciatore cipriota
- 27 novembre - Mohammad Manavinezhad, pallavolista iraniano
- 27 novembre - Thiago Moura, altista brasiliano
- 27 novembre - Moses Letoyie, ex mezzofondista keniota
- 27 novembre - Dmytro Nahijev, calciatore ucraino
- 27 novembre - Yves Pambou, calciatore francese
- 27 novembre - Dušan Ristić, cestista serbo
- 27 novembre - Stheven Robles, calciatore guatemalteco
- 27 novembre - Alain Sargeant, ex calciatore nevisiano
- 27 novembre - Ibrahim Sissoko, calciatore maliano
- 27 novembre - Jamila Velazquez, attrice, cantante e ballerina statunitense
- 28 novembre - Nathon Allen, velocista giamaicano
- 28 novembre - Nursevil Aydınlar, pallavolista turca
- 28 novembre - Michela Castoldi, ginnasta italiana
- 28 novembre - Thomas Didillon, calciatore francese
- 28 novembre - Chase Elliott, pilota automobilistico statunitense
- 28 novembre - Idaly, rapper e produttore discografico olandese
- 28 novembre - Tin Jedvaj, calciatore croato
- 28 novembre - Kanisha Jiménez, pallavolista portoricana
- 28 novembre - Tristan Koskor, calciatore estone
- 28 novembre - SDM, rapper francese
- 29 novembre - Benjamin Babati, calciatore ungherese
- 29 novembre - Brandon Bye, calciatore statunitense
- 29 novembre - Troy Caupain, cestista statunitense
- 29 novembre - Liv Hewson, attrice australiana
- 29 novembre - Ahmad Hindi, atleta paralimpico giordano
- 29 novembre - Molly Kate Kestner, cantautrice statunitense
- 29 novembre - Daryl Macon, cestista statunitense
- 29 novembre - Laura Marano, attrice e cantante statunitense
- 29 novembre - Siobhan-Marie O'Connor, ex nuotatrice britannica
- 29 novembre - Moslem Oladghobad, giocatore di calcio a 5 iraniano
- 29 novembre - Kelsie Payne, pallavolista statunitense
- 29 novembre - Adrian Pedersen, giocatore di calcio a 5 e calciatore norvegese
- 29 novembre - Matej Šimić, calciatore croato
- 29 novembre - Kathia Sánchez, pallavolista portoricana
- 29 novembre - Wu Ruiting, triplista cinese
- 30 novembre - Bryan Angulo, calciatore ecuadoriano
- 30 novembre - Gustavo Barreto, calciatore brasiliano
- 30 novembre - Mingijan Beveev, calciatore russo
- 30 novembre - Victoria Duval, tennista statunitense
- 30 novembre - James Horsfield, ex calciatore inglese
- 30 novembre - Erick Iragua, calciatore boliviano
- 30 novembre - Momoyo Koyama, attrice, doppiatrice e cantante giapponese
- 30 novembre - Ali Madan, calciatore bahreinita
- 30 novembre - Henrique Gomes, calciatore portoghese
- 30 novembre - Danny Musovski, calciatore statunitense
- 30 novembre - Denis Myšák, canoista slovacco
- 30 novembre - Lancey Foux, rapper britannico
- 30 novembre - Desevio Payne, calciatore statunitense
- 30 novembre - Quan Huilin, sciatrice freestyle cinese
- 30 novembre - Marco Rosa Blanco, calciatore spagnolo
- 30 novembre - Rafael Ratão, calciatore brasiliano